# Stone Age
Stone Age è un album pubblicato il 3 aprile 1971 dall'etichetta Decca Records. I Rolling Stones non hanno mai "riconosciuto" questa raccolta.
Con Stone Age inizia la post-produzione di album marchiati Decca che, dal 1971 appunto, non aveva più sotto contratto il gruppo inglese e questa raccolta rimane una delle poche, se non l'unica, interessante per la presenza di alcune versioni inedite.

## Tracce
1. Look What You've done
2. It's All Over Now
3. Confessin' the Blues
4. One More Try
5. As Tears Go By
6. The Spider and the Fly
7. My Girl
8. Paint It, Black
9. If You Need Me
10. The Last Time
11. Blue Turns to Grey
12. Around and Around